# Chiesa di San Rocco (Brentonico)
La chiesa di San Rocco è un luogo di culto cattolico di Brentonico, in provincia di Trento.

## Storia

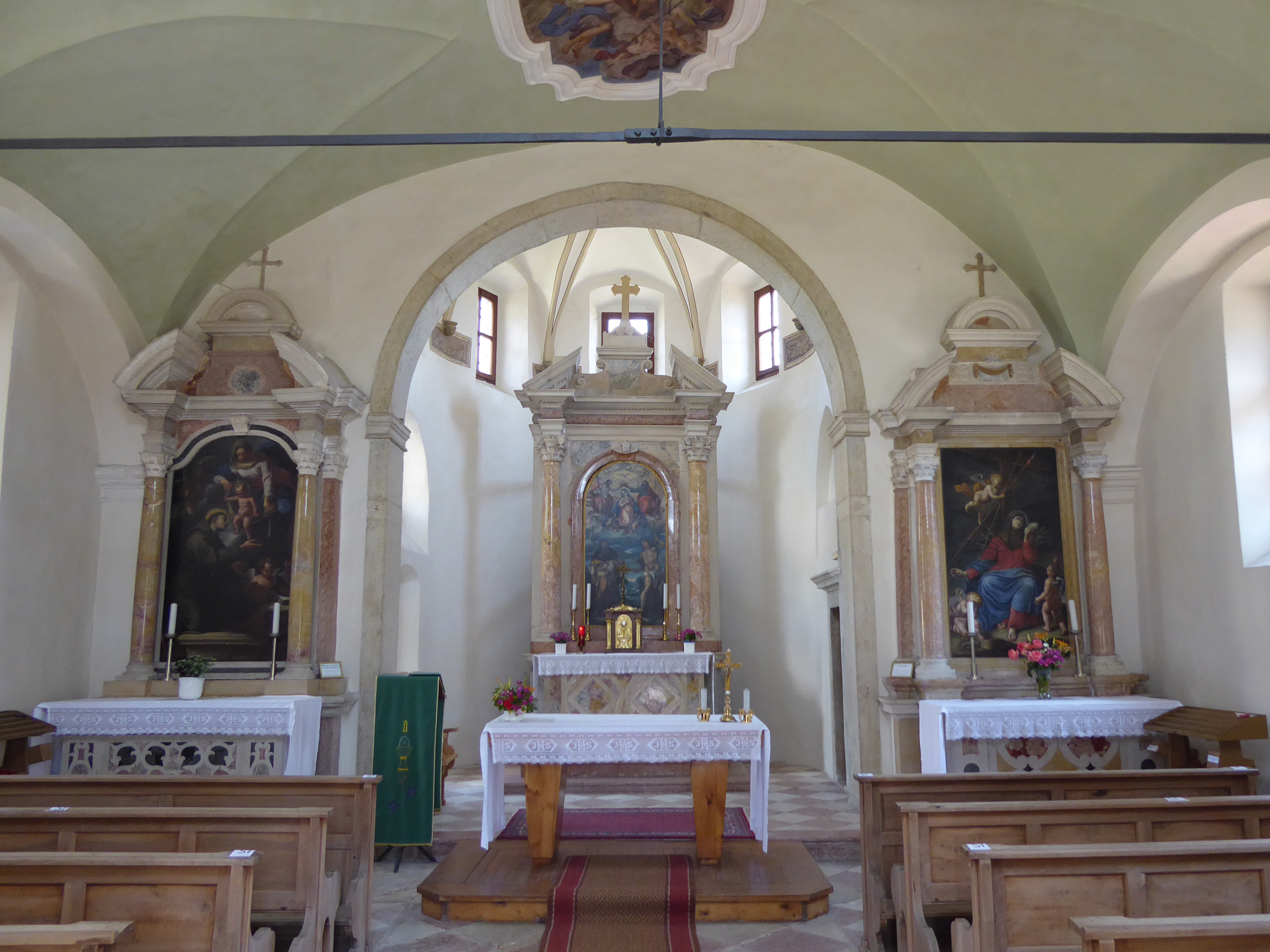
Interno

Una prima chiesa venne edificata forse verso il 1502 (ma nel 1549 risultava ancora incompleta); venne ricostruita come ex voto dopo la peste del 1630, e nel 1768 le venne aggiunto il campanile.

## Descrizione
Interessante esempio barocco, i suoi altari tutti in marmo locale e il campanile è opera di Teodoro Benedetti di Castione.